# Марин, Глория
Глория Рамос Луна, более известная как Глория Марин (исп. Gloria Ramos Luna, mas conocido como Gloria Marín) (19 апреля 1919, Мехико, Мексика — 13 апреля 1983, там же) — мексиканская актриса театра и кино. Рост — 1,62 метра.

## Биография
Родилась 19 апреля 1919 года в Мехико, в отеле Сан-Франсес в семье Педро Мендеса и Марии Рамос Луны — театральной актрисы. В 1925 году дебютировала на театральной сцене вместе со своей матерью в возрасте шести лет. Юная актриса работала как в обычных театрах Мехико, так и во временных палаточных театрах. В мексиканском кинематографе дебютировала в 1938 году и работала фактически до своей смерти и снялась в 85 работах в кино и телесериалах. Актриса была номинирована на премию Ariel de Plata, однако потерпела поражение, однако выиграла две премии Diosas de Plata. 
Скончалась 13 апреля 1983 года в Мехико от остановок дыхания и сердца, отёка лёгких и сепсиса, не дожив буквально 6 дней до своего 64-летия. Актриса была кремирована в крематории, расположенном на территории кладбища Пантеон. Местонахождение урны с прахом актрисы неизвестно.

## Личная жизнь
Глория Марин была замужем официально дважды.
- Первым мужем актрисы был офицер инспекции дорожного движения Артуро Варгас, за которого она вышла замуж в 1934 году. Брак кончился разводом.
- Вторым мужем актрисы был актёр Абель Саласар, за которого она вышла замуж в 1958 году. Брак постигла та же участь — они развелись в 1960 году[4].
- Третьем гражданским мужем актрисы был актёр Хорхе Негрете. Этот гражданский брак также кончился разрывом.

## Фильмография

### Телесериалы
| Год     | Название телесериала | Роль                   |
| ------- | -------------------- | ---------------------- |
| 1960    | Лицо из прошлого     |                        |
| 1966    | Хозяйка              |                        |
| 1972-74 | Братья Корахе        | Хосефа                 |
| 1973    | Гиена                | Соледад Хименес        |
| 1974-77 | Мир игрушки          | Матушка-настоятельница |
| 1979    | Чёрные слёзы         |                        |

### Фильмы
| Год  | Название фильма       | Роль | Награды и премии       |
| ---- | --------------------- | ---- | ---------------------- |
| 1972 | Национальная механика | Дора | премия Diosas de Plata |